# Opaonella tenuis
Opaonella tenuis är en insektsart som beskrevs av Morgan Hebard 1923. Opaonella tenuis ingår i släktet Opaonella och familjen gräshoppor. Inga underarter finns listade i Catalogue of Life.